# Aleksandr Lapunow
Aleksandr Michajłowicz Lapunow, ros. Александр Михайлович Ляпунов ([ɐʎɪkˈsandr mʲɪˈxajləvʲɪtɕ ʎɪpuˈnof], ur. 6 czerwca 1857 w Jarosławiu, zm. 3 listopada 1918 w Odessie) – rosyjski matematyk i fizyk matematyczny.
Znany z prac z zakresu analizy matematycznej, rachunku prawdopodobieństwa, równań różniczkowych i mechaniki teoretycznej, teorii potencjału. Twórca współczesnej teorii stabilności (stateczności) ruchu układów mechanicznych (zobacz też metody Lapunowa).

## Życiorys

### Młodość
Aleksandr Lapunow urodził się w Jarosławiu, Imperium Rosyjskie. Jego ojciec Michaił Wasiliewicz Lapunow (1820–1868) był astronomem, dyrektorem carskiego liceum Demidowskiego (ówczesne licea w imperium rosyjskim były placówkami edukacyjnymi wyższego poziomu, kształcącymi młodych ludzi z „najlepszych” rodzin, którzy po ich ukończeniu obejmowali zwykle ważne funkcje w rosyjskich instytucjach). Brat Aleksandra Siergiej Lapunow był uzdolnionym kompozytorem i pianistą, a drugi brat Borys Lapunow był wybitnym slawistą i lingwistą. W 1863 roku ojciec Aleksandra Lapunow przeszedł na emeryturę, zakończył karierę naukową i przeprowadził się z rodziną do majątku rodzinnego swej żony w Bołobonowie (prowincja Simbirsk, obecnie obwód uljanowski). Po śmierci ojca w 1868 roku Aleksandr Lapunow uczył się pod okiem swego wuja R.M. Seczenowa, brata fizjologa Iwana Sieczenowa. Przebywając z rodziną wuja, uczył się razem z Natalią Rafajłowną, która później, w 1886 roku, została jego żoną. W 1870 roku matka Aleksandra przeprowadziła się ze swymi synami do Niżnego Nowogrodu, gdzie Aleksandr rozpoczął naukę w trzeciej klasie gimnazjum. W 1876 roku Aleksandr Lapunow ukończył gimnazjum z wyróżnieniem.

### Studia

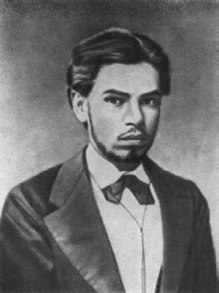
Aleksandr Lapunow w 1876 roku.

W 1876 roku Aleksandr Lapunow rozpoczął studia na wydziale fizyki i matematyki Uniwersytetu Petersburskiego, ale po miesiącu przeniósł się na wydział matematyki tej uczelni.
Wśród petersburskiej kadry profesorskiej znajdowali się wówczas tacy uczeni jak Pafnutij Czebyszow i jego uczniowie: Aleksandr Korkin oraz Jegor Iwanowicz Zołotarew. Lapunow napisał swoje pierwsze samodzielne prace naukowe pod opieką profesora mechaniki D.K. Bobylewa. W 1880 roku Lapunow został wyróżniony złotym medalem za swoją pracę z zakresu hydrostatyki, która stała się podstawą dla jego pierwszych publikacji naukowych: O równowadze ciała ciężkiego w ciężkiej cieczy zawartej w zbiorniku o stałej postaci i O potencjale ciśnienia hydrostatycznego. Uczęszczał także na wykłady Mendelejewa. Swoje kursy akademickie ukończył w 1880 roku, dwa lata po Andrieju Markowie, który także studiował na tym samym uniwersytecie. Lapunow utrzymywał kontakty naukowe z Andriejem Markowem przez całe swoje życie. W 1884 roku Lapunow obronił swoją pracę magisterską O stabilności elipsoidalnych form równowagi płynów wirujących. Temat pracy podsunął mu Pafnutij Czebyszow, który wcześniej zachęcał do niego także innych swoich podopiecznych takich jak Zololarew i Sofja Kowalewska. Praca ta została opublikowana w 1885 roku w Biuletynie Astronomicznym i została w całości przetłumaczona na język francuski w 1904 roku przyciągając uwagę matematyków, fizyków i astronomów z Europy.

### Kariera akademicka
W 1895 roku Lapunow uzyskał status privatdozenta i zaproponowano mu objęcie katedry mechaniki na Uniwersytecie w Charkowie, gdzie przeniósł się w tym samym roku. Zaczynając w Charkowie Lapunow musiał przygotować materiały do wykładów co ograniczyło jego działalność naukową. Jeden z jego studentów i późniejszych współpracowników wspomina pierwszy wykład Lapunowa: Przystojny młody człowiek, niewiele starszy od swoich studentów stanął przed słuchaczami, wśród których był też były dziekan, profesor Lewakowski, szanowany przez wszystkich studentów. Gdy dziekan wyszedł młody człowiek drżącym głosem zaczął swój wykład na temat dynamiki punktów materiałów, zamiast wykładu na temat układów dynamicznych. Poruszona tematyka była już znana studentom z wykładów profesora Delarue, ale to o czym uczył Lapunow było dla mnie czymś zupełnie nowym, materiałem jakiego nie widziałem nigdy w żadnym podręczniku. Od razu cała niechęć do tych wykładów znikła. Od tamtego dnia studenci traktowali Lapunowa ze szczególnym poważaniem.
W 1892 roku Lapunow obronił swoją pracę doktorską zatytułowaną Ogólny problem stabilności ruchu. Obrona doktoratu odbyła się na Uniwersytecie Moskiewskim w dniu 12 września 1892 roku przed komisją, w której zasiadali Nikołaj Żukowski i W. B. Młodzejewski. Podobnie jak praca magisterska także i praca doktorska została przetłumaczona na język francuski. W kolejnym roku Lapunow objął stanowisko profesora na Uniwersytecie w Charkowie.
W 1902 roku Lapunow powrócił do Sankt Petersburga, był wówczas mianowanym, czynnym członkiem Akademii Nauk, jak i profesorem zwyczajnym na wydziale matematyki tego uniwersytetu. Lapunow objął wolne stanowisko, jakie pozostawił po swojej śmierci jego były opiekun naukowy Pafnutij Czebyszow. Wolny od obowiązków dydaktycznych mógł teraz skoncentrować się na swoich badaniach naukowych, w szczególności udało mu się dokończyć prace związane z problemem jaki Czebyszow zadał mu jeszcze wówczas gdy zaczynał swoją karierę naukową.
W 1908 roku wziął udział w czwartym Międzynarodowym Kongresie Matematyków w Rzymie. Uczestniczył także w publikacji wybranych prac Leonharda Eulera (zredagował 18. i 19. tom).
Jak wielu innych matematyków Lapunow wolał pracować w samotności utrzymując kontakty zasadniczo tylko z kilkoma kolegami i bliskimi członkami rodziny. Zwykle pracował późną porą, cztery do pięciu godzin późnym wieczorem lub przez całą noc. Raz, dwa razy w roku odwiedzał teatr lub szedł na jakiś koncert. Miał liczne grono studentów. Był honorowym członkiem wielu uczelni, honorowym członkiem Akademii w Rzymie i członkiem korespondentem Francuskiej Akademia Nauk.

### Ostatnie lata życia
W końcu czerwca 1917 roku Lapunow wyjechał ze swoją żoną do domu swojego brata w Odessie. Żona Lapunowa chorowała na gruźlicę dlatego też Lapunowie podjęli decyzję o wyjeździe kierując się zaleceniami lekarza. Żona Lapunowa zmarła 31 października 1918 roku. Tego samego dnia Lapunow postrzelił się w głowę i zmarł trzy dni później w wieku 61 lat.

## Prace
Lapunow miał swój wkład w kilka dziedzin, w tym w: teorię równań różniczkowych, teorię potencjału, teorię układów dynamicznych, teorię prawdopodobieństwa. Zajmował się szczególnie stabilnością punktów równowagi, dynamiką ruchu układów mechanicznych, modelami teoretycznymi stabilności w jednorodnych płynach zaburzonych, badaniami nad cząstkami poddanymi wpływowi grawitacji. W pracach z zakresu fizyki matematycznej zajmował się problemem granicznym równania różniczkowego Laplace’a. W zakresie teorii potencjału, w pracy z 1897 roku O kilku zagadnieniach związanych z problemem Dirichleta, opracował kilka ważnych aspektów tej teorii. Jego pracę na tym polu łączą bliskie związki z pracami Władimira Stiekłowa. Lapunow opracował wiele ważnych metod aproksymacji. Metody, które rozwinął w 1899 roku, pozwoliły na zdefiniowanie stabilności układu równań różniczkowych zwyczajnych. Stworzył nowoczesną teorię stabilności układów dynamicznych. W zakresie teorii prawdopodobieństwa uogólnił prace Pafnutija Czebyszowa i Andrieja Markowa, podał dowód centralnego twierdzenia granicznego przy warunkach ogólniejszych niż podali jego poprzednicy. Metoda, jaką zastosował do przeprowadzenia dowodu, znalazła później szerokie zastosowanie w teorii prawdopodobieństwa.